# Orthotrichum crassifolium
Orthotrichum crassifolium là một loài rêu trong họ Orthotrichaceae. Loài này được Hook. f. & Wilson mô tả khoa học đầu tiên năm 1844.